# سلفاميتوميدين
سلفاميتوميدين - سولفاميتوميدين Sulfametomidine (أو sulfamethomidine) هو دواء من زمرة السلفوناميدات التي هي عبارة عن مركبات عضوية تخليقية مشتقة من السلفانيلاميد ، ومضادات الجراثيم.

## الأثر العلاجي
هو مضاد حيوي طويل المفعول مفعول السلفا هو وقف نمو البكتيريا، بمعنى أن هذه الادوية تحول دون نمو البكتيريا وتكاثرها مما يهيء الفرصة لقوى الجسم الدفاعية للقضاء عليها.

## الأضرار التي قد تنجم
سام عن طريق الوريد. الآثار الإنجابية التجريبية. على إنه مشوه بالتجربة. عند التسخين إلى تفكك تنبعث منه أدخنة سامة من أكاسيد الكبريت وأكاسيد النيتروجين.
قد تحدث عن مركبات السيلفا حالات تسمم، لذلك يجب أن تعطى فقط تحت اشراف الطبيب. نتيجة لظهور سلالات مقاومة للعقار أصبح تأثيره أقل. وقد حلت المضادات الحيوية محل مركبات السيلفا إلى حد بعيد في علاج العدوى البكتيرية.